# Лущиков, Геннадий Георгиевич
Геннадий Георгиевич Лу́щиков (20 сентября 1948, п. Токур, Селемджинский район, Амурская область — 1 октября 2004, Благовещенск) — советский спортсмен, один из сильнейших стрелков из винтовки.

## Достижения
Заслуженный мастер спорта. Бронзовый призёр Олимпийских игр 1976, двукратный чемпион мира 1974, шестикратный серебряный призёр чемпионата мира 1974, четырнадцатикратный чемпион Европы 1975—1977, 1980, пятикратный серебряный призёр чемпионатов Европы 1976, −1977, трёхкратный бронзовый призёр чемпионатов Европы 1974, 1977, двадцатичетырехкратный чемпион СССР 1971—1977, 1979, двукратный рекордсмен мира, шестикратный рекордсмен Европы, двенадцатикратный рекордсмен СССР в личном и командном зачётах. Заслуженный мастер спорта, 29-кратный чемпион мира, шесть раз повторил мировой рекорд, выбив в отдельном виде соревнований по стрельбе 600 из 600 возможных очков.
Геннадий Георгиевич был известным амурским спортсменом, заслуженным мастером спорта по стрельбе. 29 раз он завоевывал титул чемпиона мира по стрельбе. В 1976 году на Олимпиаде в Монреале он принес первую медаль для сборной Советского Союза по стрелковому спорту.
Практически всю жизнь Геннадий Лущиков прожил в Благовещенске. «У него было очень много побед. Самая главная победа — это Олимпийские игры в 1976 году. Геннадий был многократным чемпионом Европы, мира, СССР. Кроме того, в 1998 году он стал почётным гражданином Благовещенска», — рассказала Ирина Лущикова, вдова спортсмена.
Награждён медалью «За трудовую доблесть».